# Beypazarı
Beypazarı este un oraș district din provincia Ankara, Turcia.